# Museo Vincenzo Vela
Il museo Vincenzo Vela ha le sue origini in un lascito testamentario di Spartaco Vela (1854-1895), figlio dello scultore Vincenzo Vela (1820-1891), che nel 1892 lo donò alla Confederazione svizzera. Il museo Vela fu residenza signorile dello scultore ed è situata a Mendrisio nel quartiere di Ligornetto.

## Storia
La villa venne fatta costruire negli anni 1862-65 da Vincenzo Vela, fra i massimi esponenti della scultura realista del XIX secolo, su progetto di un architetto della corte sabauda di Torino, Cipriano Ajmetti, con la triplice funzione di abitazione privata, atelier e spazio d'esposizione dei modelli originali in gesso delle opere.
Nel 1898 la Confederazione Elvetica aprì al pubblico la villa nella quale si possono ammirare numerosi gessi originali, disegni e bozzetti delle opere di Vincenzo Vela, alcune sculture del fratello Lorenzo (1812-1897), nonché dipinti e ceramiche del figlio Spartaco. Son presenti inoltre dipinti di scuola piemontese e lombarda, nonché una tra le più antiche collezioni svizzere di fotografia.
La villa Vela rappresenta una delle più significative case-museo del XIX secolo. La famiglia vi si trasferì dal 1867, una volta abbandonata definitivamente Torino. La villa è circondata da un parco che conserva ancor oggi, grazie ai continui lavori di manutenzione, le caratteristiche originali, in particolare la parte formale all'italiana verso Ligornetto, il grande prato in pendenza all'inglese, un castagneto nei pressi di uno stagno che ai tempi dell'artista rappresentava un vero e proprio laghetto. Oggi il parco si arricchisce di un agrumeto con specie rare di limoni e di numerose specie botaniche di camelie.

## Galleria d'immagini

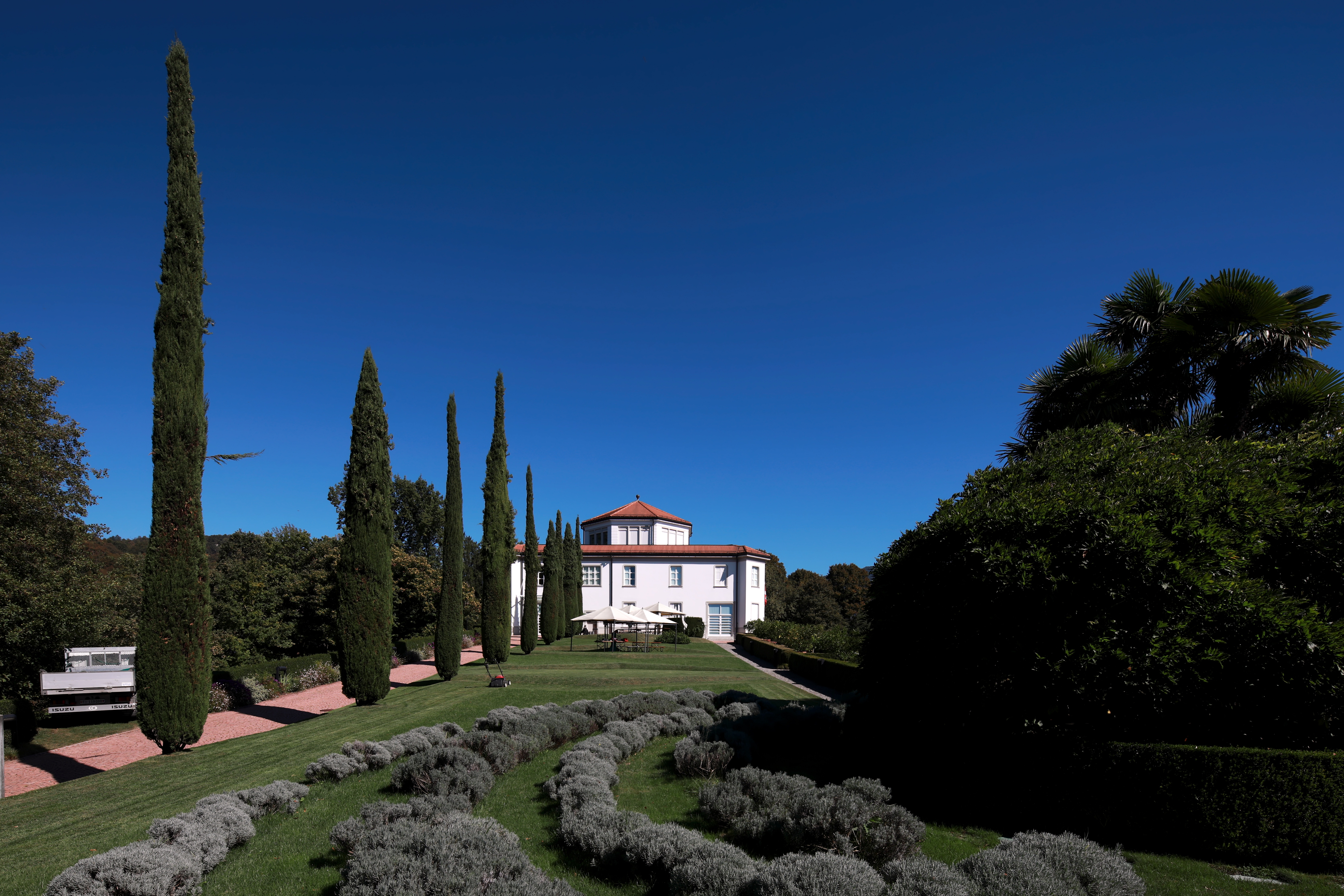
Museo Vincenzo Vela
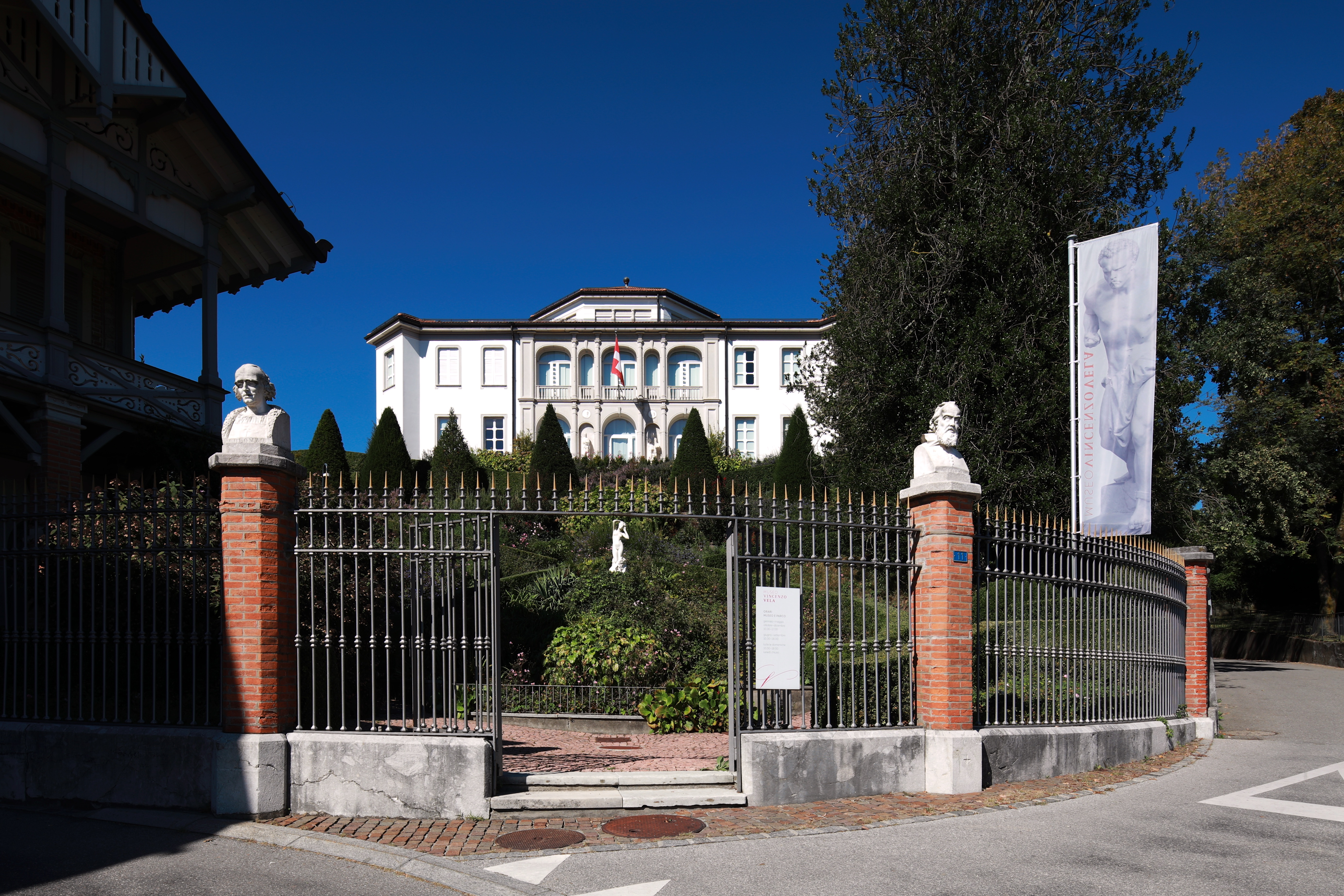
Museo Vincenzo Vela
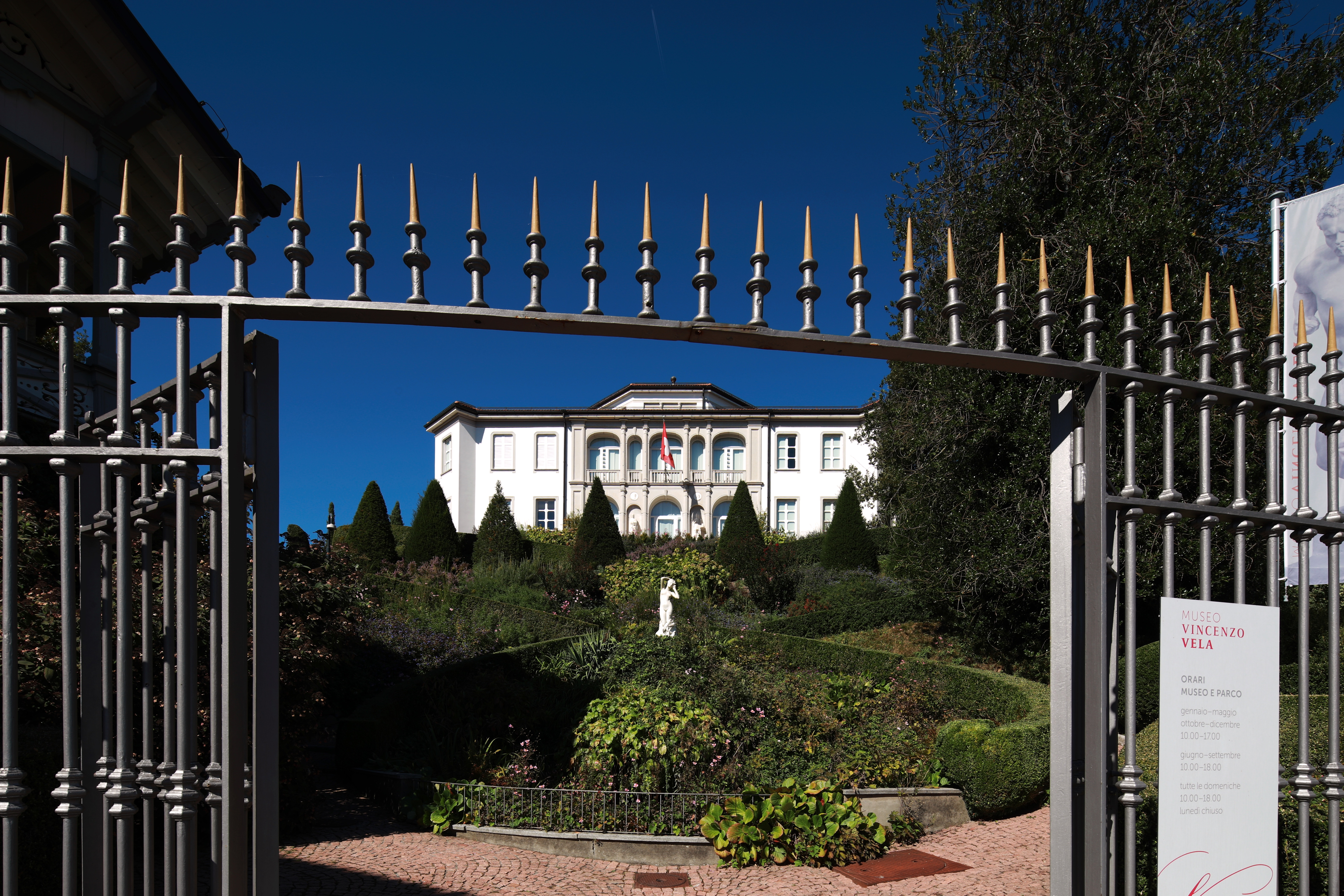
Museo Vincenzo Vela
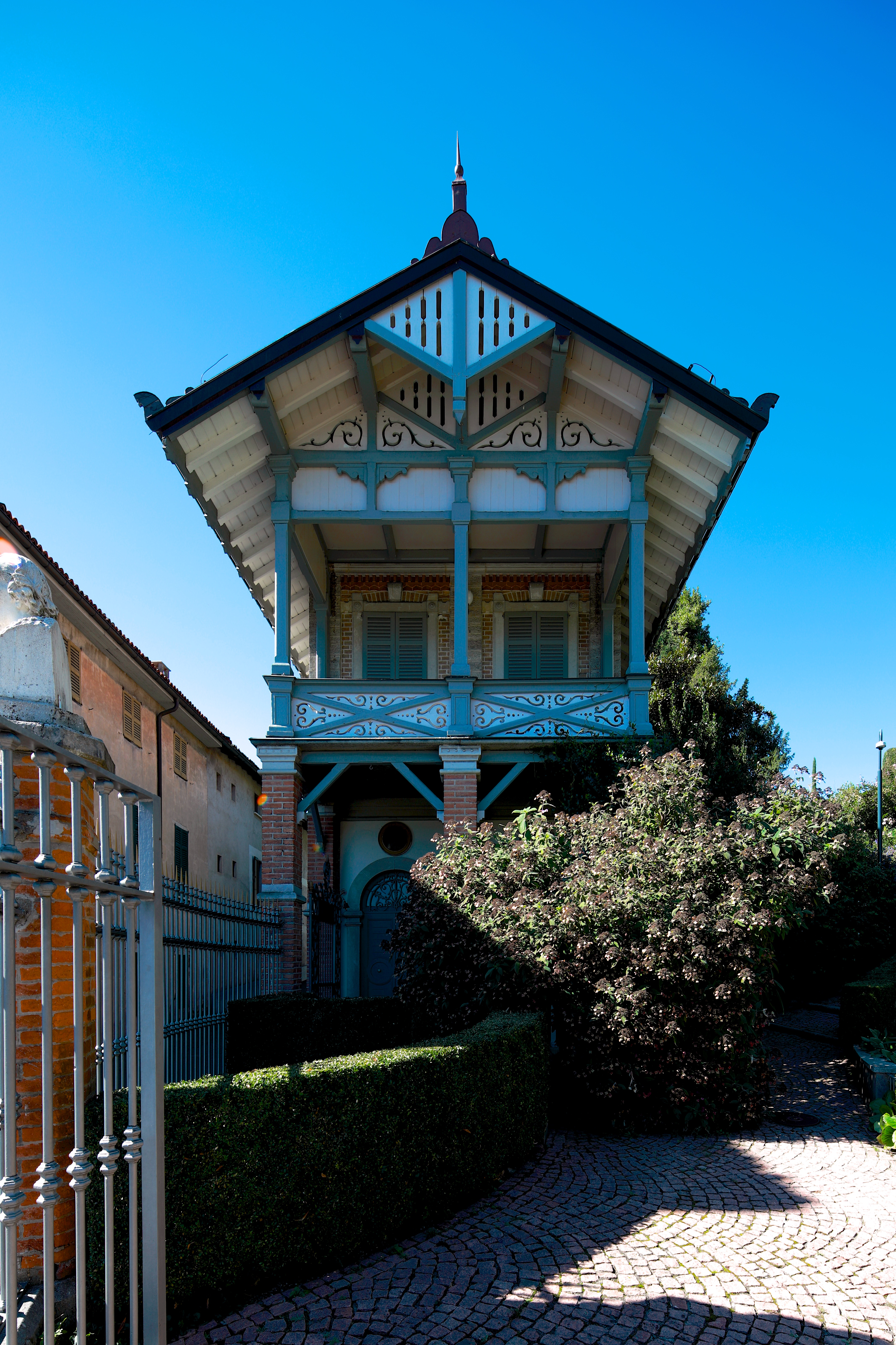
Museo Vincenzo Vela
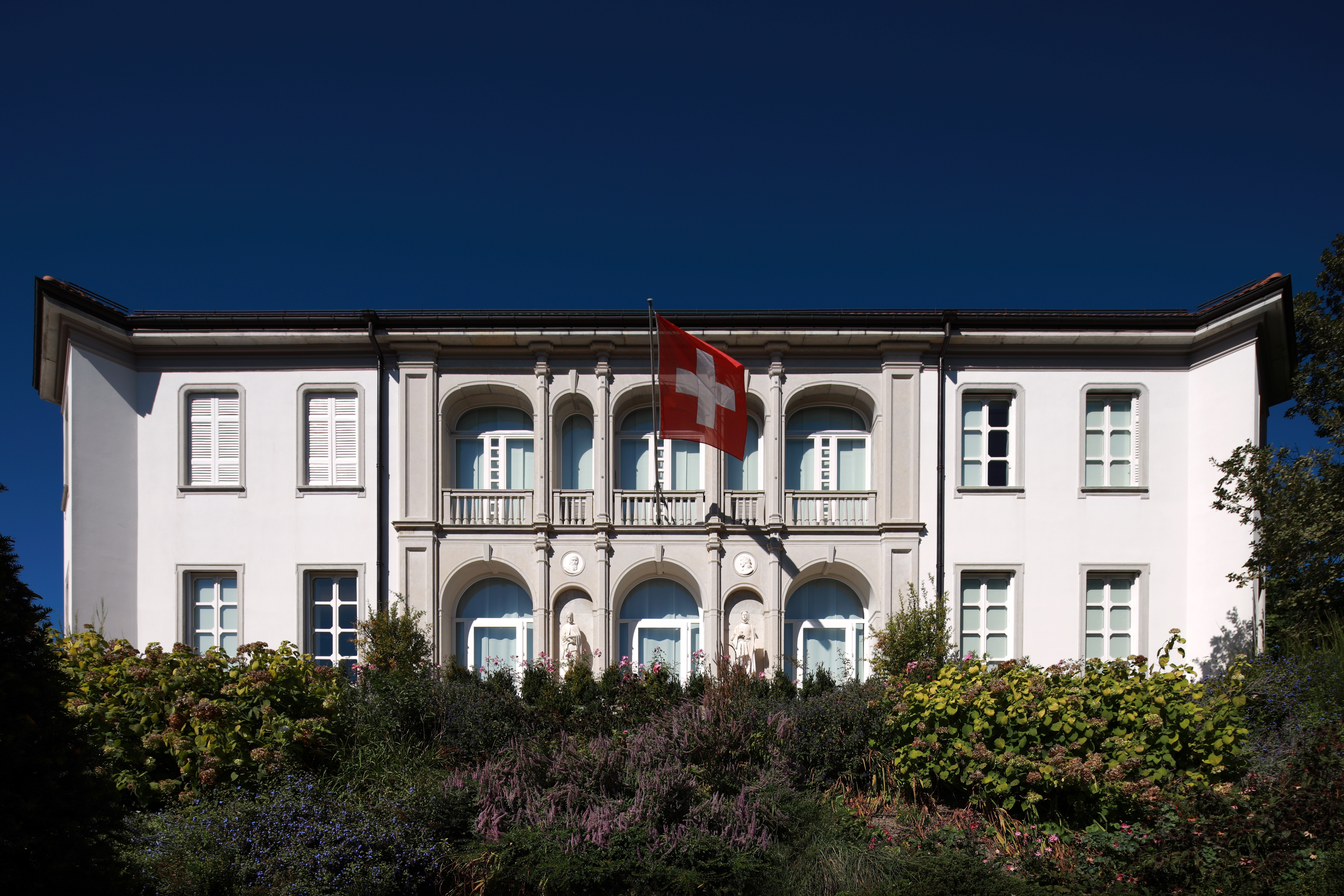
Museo Vincenzo Vela
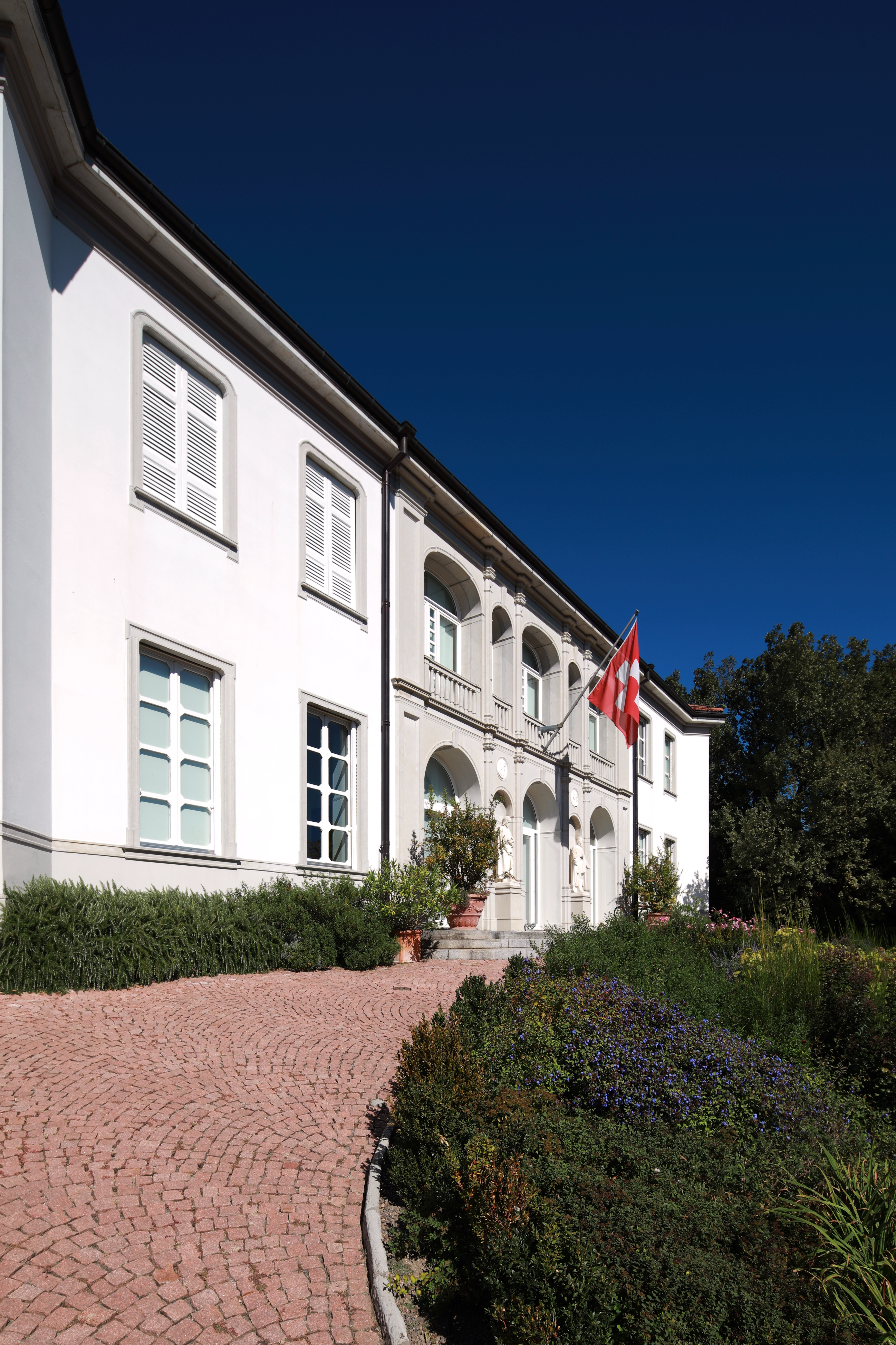
Museo Vincenzo Vela
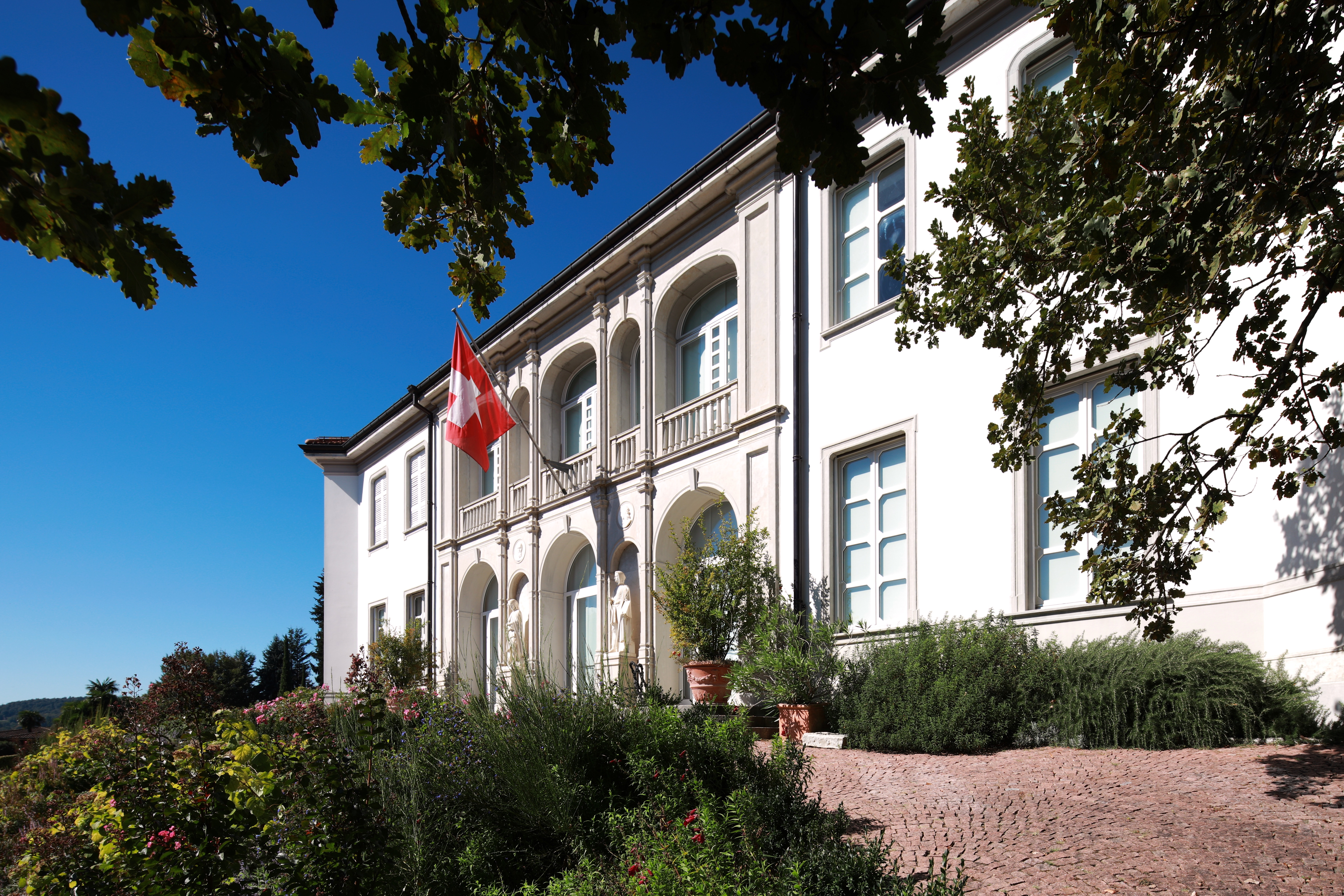
Museo Vincenzo Vela
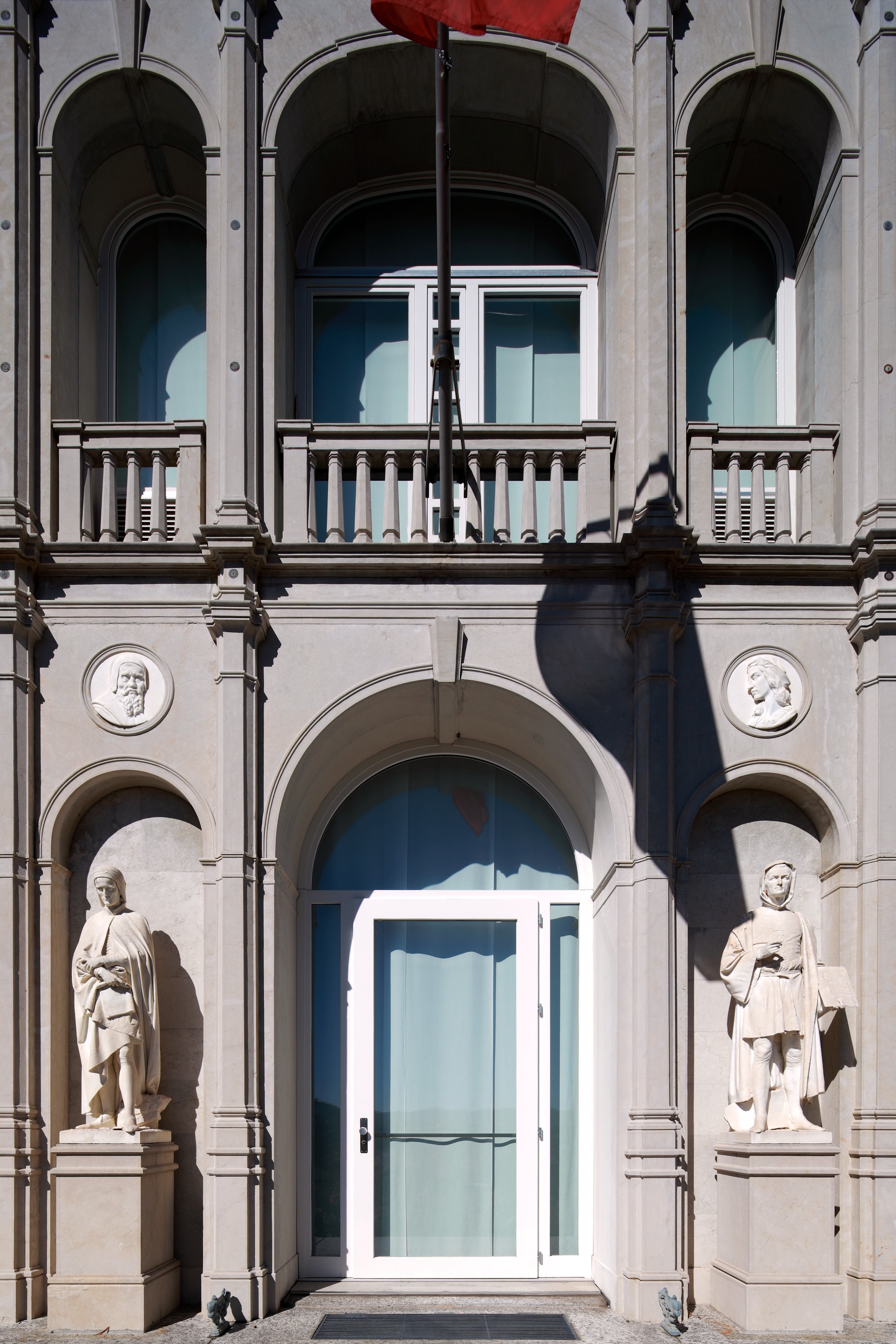
Museo Vincenzo Vela